# Unité urbaine de Saverne
L'unité urbaine de Saverne est une unité urbaine française centrée sur la commune de Saverne, dans le Bas-Rhin en région Grand Est.

## Données générales
Dans le zonage réalisé par l'Insee en 2010, l'unité urbaine était composée de huit communes.
Dans le nouveau zonage réalisé en 2020, elle est composée des huit mêmes communes.
En 2022, avec 18 699 habitants, elle représente la 5e unité urbaine du département du Bas-Rhin et occupe le 35e rang dans la région Grand Est.
En 2020, sa densité de population s'élève à 267 hab/km2. Par sa superficie, elle représente 1,47 % du territoire départemental et, par sa population, elle regroupe 1,63 % de la population du département du Bas-Rhin.

## Composition 2020 de l'unité urbaine
Elle est composée des huit communes suivantes :
| Nom                    | Code Insee | Département | Statut       | Superficie (km2) | Population (dernière pop. légale) | Densité (hab./km2) | Modifier                                    |
| ---------------------- | ---------- | ----------- | ------------ | ---------------- | --------------------------------- | ------------------ | ------------------------------------------- |
| Saverne (ville-centre) | 67437      | Bas-Rhin    | ville-centre | 26,01            | 11 323 (2022)                     | 435                | modifier les données · modifier les données |
| Eckartswiller          | 67117      | Bas-Rhin    | banlieue     | 12,43            | 421 (2022)                        | 34                 | modifier les données · modifier les données |
| Gottenhouse            | 67161      | Bas-Rhin    | banlieue     | 1,25             | 369 (2022)                        | 295                | modifier les données · modifier les données |
| Monswiller             | 67302      | Bas-Rhin    | banlieue     | 4,72             | 1 994 (2022)                      | 422                | modifier les données · modifier les données |
| Ottersthal             | 67366      | Bas-Rhin    | banlieue     | 3,13             | 821 (2022)                        | 262                | modifier les données · modifier les données |
| Otterswiller           | 67367      | Bas-Rhin    | banlieue     | 3,28             | 1 306 (2022)                      | 398                | modifier les données · modifier les données |
| Saint-Jean-Saverne     | 67425      | Bas-Rhin    | banlieue     | 6,39             | 537 (2022)                        | 84                 | modifier les données · modifier les données |
| Steinbourg             | 67478      | Bas-Rhin    | banlieue     | 12,73            | 1 928 (2022)                      | 151                | modifier les données · modifier les données |

## Évolution démographique
| 1968   | 1975   | 1982   | 1990   | 1999   | 2009   | 2014   | 2020   |
| ------ | ------ | ------ | ------ | ------ | ------ | ------ | ------ |
| 15 576 | 16 824 | 17 390 | 17 209 | 18 283 | 19 725 | 18 980 | 18 697 |

#### Données générales
- Unité urbaine
- Aire d'attraction d'une ville
- Aire urbaine (France)
- Liste des unités urbaines de France

#### Données démographiques en rapport avec l'unité urbaine de Saverne
- Aire d'attraction de Strasbourg (partie française)
- Arrondissement de Saverne

#### Données démographiques en rapport avec le Bas-Rhin
- Démographie du Bas-Rhin